# Marek Čanecký
Marek Čanecký (Banská Bystrica, 17 juni 1988) is een Slowaaks wielrenner die anno 2023 rijdt voor RRK Group-Pierre Baguette-Benzinol, een Slowaakse continentale ploeg. In 2009 en 2013 werd hij derde op het nationaal kampioenschap veldrijden, in 2016 en 2017 werd hij nationaal kampioen tijdrijden.

## Palmares
2010
 Slowaaks kampioen tijdrijden, Beloften
2011
1e etappe Ronde van Marmara
2e etappe GP Chantal Biya
2013
Bergklassement Ronde van Opper-Oostenrijk
2015
2e etappe Ronde van Hongarije
2016
Visegrad 4 Bicycle Race-GP Hungary
 Slowaaks kampioen tijdrijden, Elite
2017
 Slowaaks kampioen tijdrijden, Elite
2018
 Slowaaks kampioen tijdrijden, Elite
2019
Bergklassement In the steps of Romans
2e en 3e etappe GP Chantal Biya
Puntenklassement GP Chantal Biya

## Resultaten in voornaamste wedstrijden
|      | \| Jaar \| \| WK op de weg \| \| ---- \| \| ------------ \| \| 2017 \| \| opgave \| \| 2018 \| \| opgave \| \| 2019 \| \| \| \| 2020 \| \| opgave \| \| 2021 \| \| \| \| 2022 \| \| 65e \| |              |
| Jaar | | WK op de weg |
| 2017 | | opgave       |
| 2018 | | opgave       |
| 2019 | |              |
| 2020 | | opgave       |
| 2021 | |              |
| 2022 | | 65e          |

## Ploegen
- 2011 –  Manisaspor Cycling Team
- 2012 –  Salcano-Arnavutköy
- 2014 –  Amplatz-BMC
- 2015 –  Amplatz-BMC
- 2016 –  Amplatz-BMC
- 2017 –  Amplatz-BMC
- 2018 –  Dukla Banská Bystrica
- 2019 –  Dukla Banská Bystrica
- 2020 –  Dukla Banská Bystrica
- 2021 –  Dukla Banská Bystrica
- 2022 –  BRS Kaktus Bike
- 2023 –  RRK Group-Pierre Baguette-Benzinol

Bajc · Bajt · Čanecký · Fidler · J.Gruber · T.Gruber · Kuen · Kusztor · Pelikán · Schoibl · Stoiber · Tratnik · Umhaller
Bajc · Čanecký · Edelbauer · Fidler · Gruber · Korošec · Kusztor · Mugerli · Pelikán · Pernsteiner · A. Umhaller · T. Umhaller
Bellan · Čanecký · Cully · Foltán · Haring · Mahďar · Meliš · Oros · Taragel · Tybor · Varhaňovský · Vlčák